# Dylan Howard
Pour les articles homonymes, voir Howard.
Dylan Howard est un journaliste et essayiste américain.

## Biographie
En août 2019, Howard a signé un contrat pour publier ces livres sur des crimes réels chez Skyhorse et Start Publishing.
En 2020, il est l'auteur d'un livre consacré à la pandémie de Covid-19 aux États-Unis.

## Publications
en anglais
- Epstein: Dead Men Tell No Tales (December 3, 2019)[2]
- Aaron Hernandez’s Killing Fields (November 5, 2019)[3]
- Diana: Case Solved (September 17, 2019)[4]
- The Last Charles Manson Tapes: Evil Lives Beyond the Grave (November 26, 2019)[5]
- Billion Dollar Hollywood Heist (March 24, 2020)[6]
- Royals at War (June 30, 2020)[7]
- BAD: An Unprecedented Investigation into the Michael Jackson Cover-Up (July 7, 2020)[8]
- COVID-19: The Greatest Cover-Up in History—From Wuhan to the White House (October 5, 2020)[9]

en français
- L'affaire Epstein, Le jardin des livres, 2021.